# Fire on the Amazon
Fire on the Amazon (br: Inferno Selvagem) é um filme de ação e suspense estadunidense de 1993, dirigido por Luis Llosa.

## Sinopse
A ativista Alyssa Rothman (Sandra Bullock) ajuda om fotojornalista impetuoso (Craig Sheffer) a investigar o assassinato de um famoso ambientalista. Neste thriller emocionante situado no coração da Floresta Amazônica, eles lutam para escapar das garras de inimigos perigosos que procuram tomar vantagem da destruição da mata virgem.